# Pingasa paulinaria
Pingasa paulinaria är en fjärilsart som beskrevs av Arnold Pagenstecher 1885. Pingasa paulinaria ingår i släktet Pingasa och familjen mätare. Inga underarter finns listade i Catalogue of Life.